# تفجيرات قاعدة الاتحاد الأفريقي في مقديشو 2009
نفذ انتحاريون من حركة الشباب هجوما مزدوجا على قاعدة بعثة الاتحاد الأفريقي في الصومال، في العاصمة الصومالية مقديشو في عام 2009، ووصلت حصيلة القتلى إلى 32 شخصًا بينهم 28 جنديًا من قوات بعثة الاتحاد الأفريقي في حين أصيب 55 شخصًا.

## هجوم 22 فبراير
في 22 فبراير 2009 نفذت حركة الشباب هجوما استهدفت به قاعدة بعثة الاتحاد الأفريقي في الصومال في مقديشو، وأسفر الهجوم، الذي نفذه انتحاري يستقل سيارة وآخر على يمشي على قدميه عن مقتل 11 جنديا بورونديًا وإصابة 15 آخرين بجروح خطيرة.  وكان الانتحاري الذي يقود السيارة مقاولاً صومالياً كان يتردد على القاعدة. 

## هجوم 17 سبتمبر
في 17 سبتمبر 2009 وقع تفجير انتحاري مزدوج في قاعدة بعثة الاتحاد الإفريقي في الصومال قرب مطار آدم عدي الدولي، ما أسفر عن مقتل 17 جنديًا، وتمكن الانتحاريون من دخول القاعدة باستخدام سيارتين مسروقتين من سيارات الأمم المتحدة واستهدف الانتحاريون اجتماعا بين قوات الاتحاد الأفريقي والحكومة الاتحادية الانتقالية. وقتل في الانفجار نائب رئيس بعثة الاتحاد الأفريقي في الصومال الجنرال البروندي جوفينال نيويونغوروزا، فيما أصيب قائد البعثة الأوغندي الجنرال ناثان موغيشا. ومن بين القتلى من قوات حفظ السلام 12 بورونديا وخمسة أوغنديين.  كما قتل أربعة مدنيين صوماليين في الهجمات التي أدت إلى إصابة 40 شخصا آخرين. 

### ما بعد الكارثة
أودت الاشتباكات بين حركة الشباب وبعثة الاتحاد الأفريقي التي أعقبت التفجيرات بحياة 19 مدنياً صومالياً. 